# 桂林街道 (漳平市)
桂林街道，是中华人民共和国福建省龙岩市漳平市下辖的一个乡镇级行政单位。

## 行政区划
桂林街道下辖以下地区：
上桂林社区、下桂林社区、高明社区、厚福社区、南美社区、上江社区、城南社区、黄祠村、瑞都村、山羊隔村和石坂坑村。